# Jamie Prebble
Jamie Prebble (ur. 28 maja 1991 w Christchurch) – nowozelandzki narciarz dowolny, specjalizujący się w skicrossie, srebrny medalista mistrzostw świata.

## Kariera
Po raz pierwszy na arenie międzynarodowej pojawił się 19 września 2012 roku w Cardronie, gdzie w zawodach Pucharu Oceanii zwyciężył w skicrossie. W Pucharze Świata zadebiutował 19 grudnia 2012 roku w Val Thorens, zajmując 70. miejsce. Pierwsze pucharowe punkty wywalczył 16 stycznia 2014 roku w tej samej miejscowości, zajmując 30. miejsce. Nigdy nie stanął na podium zawodów tego cyklu. Najlepsze wyniki osiągnął w sezonie 2016/2017, kiedy to zajął 134. miejsce w klasyfikacji generalnej i 29. miejsce w klasyfikacji skirossu. W 2017 roku wystartował na mistrzostwach świata w Sierra Nevada, gdzie zdobył srebrny medal. W zawodach tych rozdzielił na podium Victora Öhlinga Norberga ze Szwecji i Francuza François Place'a.

## Osiągnięcia

### Igrzyska olimpijskie
| Miejsce | Dzień     | Rok  | Miejscowość | Konkurencja | Zwycięzca   |
| ------- | --------- | ---- | ----------- | ----------- | ----------- |
| 24.     | 21 lutego | 2018 | Pjongczang  | Skicross    | Brady Leman |

### Mistrzostwa świata
| Miejsce | Dzień       | Rok  | Miejscowość   | Konkurencja | Zwycięzca             |
| ------- | ----------- | ---- | ------------- | ----------- | --------------------- |
| 38.     | 10 marca    | 2013 | Voss          | Skicross    | Jean Frédéric Chapuis |
| DSQ     | 25 stycznia | 2015 | Kreischberg   | Skicross    | Filip Flisar          |
| 2.      | 18 marca    | 2017 | Sierra Nevada | Skicross    | Victor Öhling Norberg |

### Puchar Świata

#### Miejsca w klasyfikacji generalnej
- sezon 2013/2014: 302.
- sezon 2014/2015: 134.
- sezon 2015/2016: 246.
- sezon 2016/2017: 134.
- sezon 2017/2018: 197.

#### Miejsca na podium w zawodach
Prebble nigdy nie stanął na podium zawodów PŚ.